# Me Rehúso
Singles de Danny Ocean
Dembow
(2016)
Me Rehúso est une chanson du chanteur vénézuélien Danny Ocean sortie le 16 septembre 2016 en tant que single de son album 54+1 sous le label Atlantic Records.
Une version anglaise sous le nom de Baby I Won't sort le 15 juin 2017.

## Clip musical
La version audio est sortie le 18 septembre 2016, elle comptabilise 1,5 milliard de vues en juillet 2021 ce qui en fait la deuxième vidéo d'artiste vénézuélienne la plus visionnée sur YouTube.

## Classements
| Chart (2016-2017)                       | Meilleure position |
| --------------------------------------- | ------------------ |
| Argentine (Monitor Latino)              | 7                  |
| Bolivie (Monitor Latino)                | 8                  |
| Chili (Monitor Latino)                  | 1                  |
| Colombie (National-Report)              | 6                  |
| République dominicaine (Monitor Latino) | 16                 |
| Équateur (Monitor Latino)               | 19                 |
| Équateur (National-Report)              | 13                 |
| Salvador (Monitor Latino)               | 8                  |
| France (SNEP)                           | 61                 |
| Allemagne (Media Control AG)            | 67                 |
| Italie (FIMI)                           | 5                  |
| Mexique (Airplay)                       | 31                 |
| Mexique (Streaming)                     | 1                  |
| Pays-Bas (Single Top 100)               | 82                 |
| Panama (Monitor Latino)                 | 8                  |
| Paraguay (Monitor Latino)               | 5                  |
| Pérou (Monitor Latino)                  | 2                  |
| Portugal (AFP)                          | 5                  |
| Espagne (PROMUSICAE)                    | 3                  |
| Suède (Sverigetopplistan)               | 96                 |
| Suisse (Schweizer Hitparade)            | 34                 |
| Uruguay (Monitor Latino)                | 14                 |
| États-Unis (Hot Latin Songs)            | 13                 |
| États-Unis (Latin Airplay)              | 15                 |

| Chart (2017)                 | Position |
| ---------------------------- | -------- |
| Argentine (Monitor Latino)   | 19       |
| Italie (FIMI)                | 31       |
| Mexique (AMPROFON)           | 1        |
| Portugal (AFP)               | 32       |
| États-Unis (Hot Latin Songs) | 28       |

| Chart (2018)               | Position |
| -------------------------- | -------- |
| Argentine (Monitor Latino) | 49       |
| Salvador (Monitor Latino)  | 83       |
| Portugal (AFP)             | 25       |

| Chart (2019)   | Position |
| -------------- | -------- |
| Portugal (AFP) | 250      |

## Certifications
| Région | Certification        | Ventes/Streams |
| --- | -------------------- | -------------- |
| Argentine (ACPVP)                                                                                         | Platine              | 20,000x        |
| Canada (Music Canada)                                                                                     | Platine              | 80,000^        |
| France (SNEP)                                                                                             | Or                   | 66,666*        |
| Allemagne (BM)                                                                                            | Or                   | 200,000^       |
| Italie (FIMI)                                                                                             | 5 × Platine          | 250,000*       |
| Portugal (AFP)                                                                                            | 2 × Platine          | 20,000x        |
| Espagne (PME)                                                                                             | 8 × Platine          | 320,000^       |
| Suisse (IFPI)                                                                                             | Platine              | 30,000x        |
| États-Unis (RIAA)                                                                                         | 13 × Platine (Latin) | 780,000^       |
| *Ventes selon la certification xNon précisé par la certification ‡ventes/streaming selon la certification |                      |                |